# Маракас (музыкальный инструмент)
Мара́кас, маракасы, мара́ка́ (кариб. maraca, мн. ч. maracas) — древнейший ударно-шумовой инструмент коренных жителей Антильских островов — индейцев таино, разновидность погремушки, издающей при потряхивании характерный шуршащий звук. В настоящее время мараки популярны на всей территории Латинской Америки и являются одним из символов латиноамериканской музыки. Как правило, музыкант, играющий на мараках, использует пару погремушек — по одной в каждой руке.
В русском языке название инструмента чаще употребляется в не вполне правильной форме «маракас» (мужской род, единственное число) или «маракасы» (мужской род, множественное число). Это связано с механическим перенесением в русскую речь испанского названия инструмента во множественном числе (исп. maracas), дополняемого сверх того окончанием множественного числа, свойственного русскому языку. Более правильной формой названия является «марака» (женский род, единственное число; множественное число — «мараки»).

## Традиционные маракасы

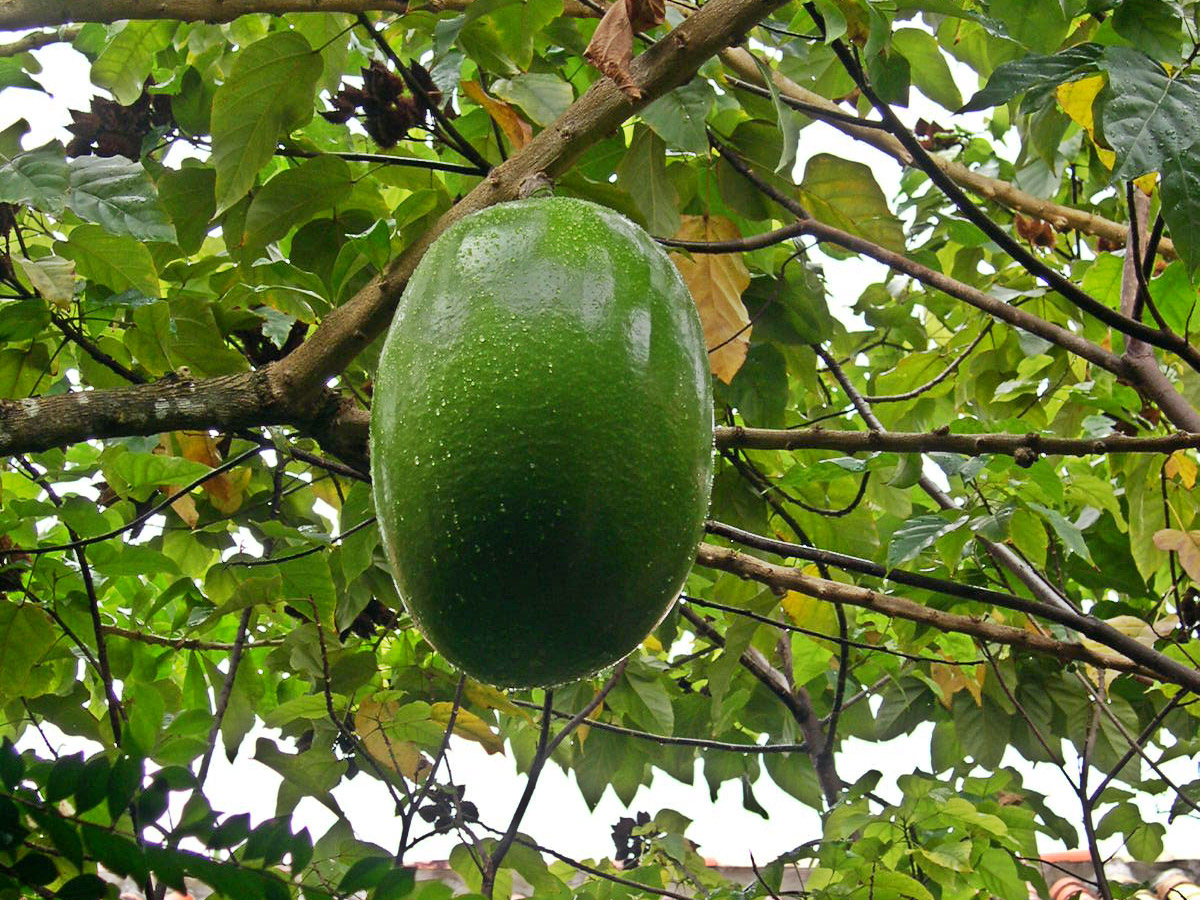
Плод горлянкового дерева — игуэро

Первоначально для изготовления маракас использовались высушенные плоды горлянкового дерева (лат. Crescentia cujete), известного на Кубе под названием «гуи́ра» (исп. güira), а в Пуэрто-Рико — «игуэ́ро» (исп. higüero). Горлянковое, или калебасовое, дерево — это небольшое вечнозелёное растение из семейства Бигнониевых (лат. Bignoniaceae), широко распространённое в Вест-Индии (на Антильских островах), Мексике и Панаме. Крупные плоды игуэро, покрытые очень твёрдой зелёной оболочкой и достигающие 35 см в диаметре, индейцы употребляли для изготовления как музыкальных инструментов, так и посуды — калебас различной формы, что достигалось искусной шнуровкой ещё молодых плодов.
Для изготовления марак использовались плоды небольшого размера правильной округлой формы. После удаления мякоти через два просверленных в корпусе отверстия и сушки плода, внутрь насыпали мелкую гальку или семена растений, количество которых в любой паре марак различно, что обеспечивает каждому инструменту неповторимо индивидуальное звучание. На последней стадии к полученной шарообразной погремушке приделывали ручку, после чего инструмент был готов.

## Родственные инструменты Африки
Известно, что инструменты, сходные с индейскими мараками, существовали и у африканского народа йоруба. Они изготавливались из тыкв-горлянок; общее название подобных музыкальных инструментов на языке йоруба — агбе (исп. agbe). Неудивительно поэтому, что мараки столь легко были усвоены африканскими невольниками, привезёнными на Кубу, значительная часть которых принадлежала именно к народности йоруба.

## Современные маракасы
Мараки получили широчайшее распространение не только по всей Латинской Америке, но и в странах Старого Света. Современные латиноамериканские ансамбли могут использовать разные инструменты, но представить себе такой оркестр без исполнителя (как правило — певца), играющего на паре марак, просто невозможно. Помимо плодов игуэро и тыквы, мараки изготавливались также из сплетённых ивовых прутьев, кокосовых орехов и даже из кожи. Современные мараки изготавливаются как традиционным способом — из плодов игуэро или тыквы-горлянки, так и из более современных материалов, в первую очередь — из пластмассы.
В современный симфонический оркестр мараки ввел Прокофьев в балете Ромео и Джульетта и кантате Александр Невский.

## Региональные названия
Считается, что слово «марака» заимствовано из языка индейцев тупи-гуарани, обитавших на территории современной Бразилии. В разных областях Латинской Америки, помимо основного варианта названия, используются и другие обозначения мараки:
- альфандо́ке (исп. alfandoque), каранга́но (исп. carangano) и хера́са (исп. geraza) — в Колумбии;
- ассо́н (фр. asson) или ча-ча́ (фр. tcha-tcha) — в Республике Гаити;
- ба́по (порт. bapo) или карка́ша (порт. carcaxa) — в Бразилии;
- дадо́о (исп. dadoo) — в Венесуэле;
- мару́га (исп. maruga) — на Кубе (название относится в основном к металлическим маракам);
- наси́си (исп. nasisi) — в Панаме;
- сонья́ха (исп. soñaja) — в Мексике;
- уа́да (исп. huada) — в Чили;
- чинчи́н (исп. chinchín) — в Гватемале;
- ша́к-шак (англ. shac-shac) — на острове Тринидад (Тринидад и Тобаго)[9].